# Zombi (film)
Zombi (Dawn of the Dead) è un film del 1978, diretto da George A. Romero. È la seconda pellicola horror della serie sui morti viventi del regista.
In Italia il film è stato distribuito con un titolo che non ha nulla a che fare con l'originale Dawn of the dead (tradotto "L'alba dei morti"). Si viene quindi a perdere il senso dei titoli della trilogia originale che dovevano rendere l'idea di un'invasione di morti viventi di portata sempre maggiore: la notte (Night of the Living Dead), l'alba (Dawn of the Dead) e il giorno (Day of the Dead), ai quali si sono aggiunti diversi anni dopo La terra dei morti viventi, Le cronache dei morti viventi e Survival of the Dead - L'isola dei sopravvissuti.
Il film ha avuto un grande successo commerciale e nel corso degli anni è diventato una pellicola di culto presso gli appassionati di cinema horror.

## Trama
(Il vecchio prete/Jesse del Gre)
Gli Stati Uniti sono devastati da un misterioso e catastrofico morbo che resuscita le persone decedute di recente, trasformandole in zombi affamati di carne umana. Nonostante i tentativi dell'esercito e delle forze dell'ordine di contenere i morti viventi, la società sta progressivamente crollando e i sopravvissuti sono sull'orlo del caos. Alcune comunità rurali e militari si sono aggregati per affrontare gli zombi in aperta campagna, ma malgrado l'efficacia le metropoli sono ormai preda della crescente orda di morti viventi. Presso lo studio televisivo WGON-TV di Filadelfia regna la confusione; durante la terza settimana del contagio il reporter del traffico Stephen Andrews e la sua fidanzata produttrice tv Jane Parker programmano di rubare l'elicottero della stazione per abbandonare la città la sera stessa e sfuggire agli zombi prima che sia troppo tardi.
Contemporaneamente, dall'altra parte della città, il poliziotto Roger DeMarco e la sua squadra SWAT del dipartimento locale conducono un raid in un complesso residenziale dove i dimoranti, poveri e superstiziosi, stanno violando la legge marziale che li obbliga a consegnare i loro morti ai soldati della Guardia Nazionale. Alcuni abitanti, composti per la maggior parte da afroamericani e portoricani, rispondono all'irruzione aprendo il fuoco, ma vengono presto neutralizzati dagli agenti con l'ausilio di gas lacrimogeni o divorati dai loro stessi cari risvegliati. Wooley, uno dei poliziotti, inizia a massacrare a vista gli inquilini in preda all'euforia omicida e instabilità mentale, venendo infine freddato da un assaltatore di un'altra squadra. Scioccato dalla carneficina, Roger si rifugia in una cantina riunendosi casualmente con l'assaltatore che ha ucciso Wooley, il quale, togliendo la propria maschera antigas, si rivela essere Peter Washington e i due diventano subito amici. Un disincantato Roger, che è amico di Stephen, informa il suo collega che loro due e la Parker stanno per fuggire da Filadelfia in elicottero e lo invita ad andare con loro. Peter decide così di seguirli dopo aver bonificato un'altra zona invasa dagli zombi. Stephen, Jane, Roger e Peter si radunano poco dopo in una stazione di polizia abbandonata sul fiume Delaware e insieme decollano alla ricerca di un rifugio sicuro lontano dai centri urbani, volando per tutta la notte. Il mattino successivo il gruppo è costretto ad atterrare in un campo d'aviazione per fare rifornimento, dove Stephen e Jane vengono attaccati da due zombi mentre Peter viene assalito da una coppia di bambini infetti all'interno di un ufficio dell'aeroporto, costringendo l'agente ad ucciderli a fucilate.
I quattro sopravvissuti, a causa della scarsità di carburante, decidono di atterrare sul tetto di un gigantesco e deserto centro commerciale. Il gruppo comincia a considerare l'idea di rifugiarsi nella struttura poiché è abbondante di cibo, medicine e qualsiasi tipo di beni di consumo. Peter suggerisce di sbarrare le entrate con dei camion e di costruire un finto muro all'ingresso della tromba delle scale che porta al magazzino, temendo che, oltre agli zombi, possano essere attaccati anche da saccheggiatori. Il giorno seguente Peter, Roger e Stephen barricano le entrate, sigillano le porte e si riforniscono di tutto quello di cui avranno bisogno, in particolare dei walkie-talkie, una radio, un televisore e una planimetria del complesso, ma Jane, rimasta nel magazzino-rifugio, viene attaccata da uno zombi Hare Krishna che verrà tuttavia ucciso dallo stesso Roger, accorso giusto in tempo. Terminata questa operazione, Stephen rivela che Jane è incinta di tre mesi e mezzo e Peter propone di abortire, ma la proposta è prontamente respinta. Poco dopo, i due poliziotti portano gli autocarri all'ingresso attirando folle di morti viventi, mentre Jane dà loro manforte con del fuoco di copertura dal tetto, ma durante la fuga Roger viene morso da due zombi per essere stato troppo spericolato. Una volta rientrati, i quattro sopravvissuti si equipaggiano di armi e munizioni in un'armeria e uccidono gli zombi rimasti all'interno, bloccando le porte e chiudendo infine i corpi in una cella frigorifera.
Per un certo periodo i quattro conducono uno stile di vita edonistico, grazie alle risorse del reparto supermercato a loro disposizione, ma col passare del tempo gli uomini iniziano a valutare la possibilità di abbandonare il complesso, ma Stephen, vedendo ora il centro commerciale come una sorta di regno e un rifugio perfetto per stare al riparo, si oppone al piano. Nel frattempo le condizioni di Roger si aggravano sempre di più: Jane cerca di curarlo meglio che può ma non riesce ad ottenere alcun risultato. Peter ammette infine di avere visto molte persone morse dagli zombi e che nessuno ha resistito per più di tre giorni. Roger, prossimo alla fine, rifiuta di volersi trasformare in uno zombi, e chiede al suo collega di sparargli quando arriverà il momento. Quest'ultimo acconsente e non appena Roger si trasforma lo finisce con un colpo di revolver alla testa, per poi seppellirlo nel giardino del centro commerciale. A peggiorare la situazione, le trasmissioni di soccorso si interrompono: ciò suggerisce che il governo è completamente collassato, ma nonostante ciò, Stephen addestra Jane al tiro a segno e al pilotaggio dell'elicottero in caso di emergenza.
Una banda di motociclisti erranti giunge al centro commerciale dopo aver intercettato le trasmissioni radio durante gli esercizi di volo di Jane e progetta di irrompere sul far della sera. Durante il giorno, i tre ricevono un contatto dalla banda tramite la loro radio antenna: affermano di essere in tre e di voler fare conoscenza. Jane è sul punto di rispondere, ma viene bloccata da Peter, che non casca nel tranello. Comprendendo il pericolo, Stephen e Peter chiudono tutte le saracinesche e si preparano ad affrontare i motociclisti. Al calare della notte, i due uomini osservano dal tetto una cinquantina di mezzi (costituiti da furgoni e motociclette) avanzare verso di loro e l'agente suppone che, per essere diventati così numerosi, devono essere sopravvissuti saccheggiando qualunque cosa trovassero. La gang di teppisti riesce a irrompere nel complesso consentendo anche alle centinaia di zombi di rientrare.
Peter e Stephen organizzano un attacco a sorpresa dai condotti d'aria cercando di usare a loro vantaggio l'assalto imprevedibile degli zombi per avere più successo contro i motociclisti razziatori. Tuttavia, durante il combattimento, Stephen, in un impeto di rabbia territoriale, prende il controllo della situazione sparando ai saccheggiatori dando inizio ad una lunga scaramuccia, ma, nel tentativo di nascondersi nel vano dell'ascensore, viene ferito al braccio da uno dei teppisti e cade all'interno della cabina, per poi venire assalito e morso dai morti viventi. Alcuni motociclisti, tra cui Blades, vengono uccisi da Peter, mentre gli altri fuggono dopo aver rubato la merce del supermercato. Altri ancora, compresi i feriti, finiscono per essere sopraffatti e divorati dagli zombi. L'assalto si è rivelato brutale anche per loro e del numeroso gruppo che formavano, gli sciacalli si sono ridotti a poco più di una decina. Stephen, trasformato in zombi, guida istintivamente gli altri nel magazzino dove sono rifugiati Jane e Peter, per poi venire eliminato da quest'ultimo, mentre la donna scappa sul tetto. Rimasto solo, il poliziotto contempla il suicidio chiudendosi in una stanza, ma quando irrompono gli zombi ha un ripensamento e li combatte riuscendo a raggiungere Jane e fuggire con lei a bordo dell'elicottero. Il carburante scarseggia, così li attende un incerto destino nell'alba dei morti viventi.

## Produzione

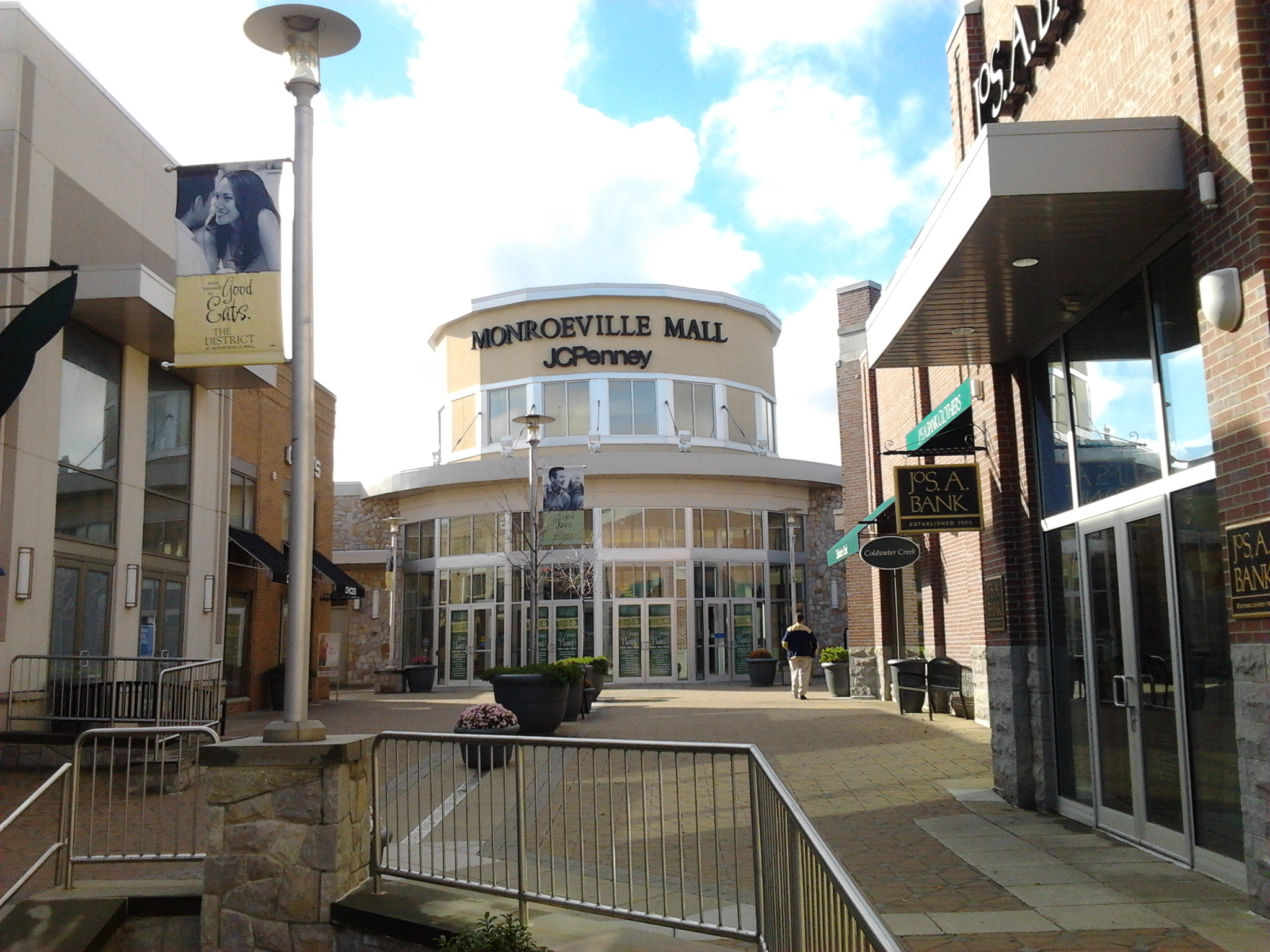
Il Monroeville Mall, il centro commerciale dove iniziarono le riprese nel 1977

Il film, le cui riprese sono durate circa quattro mesi fra la fine del 1977 e l'inizio del 1978, è stato prodotto con un budget relativamente limitato di 1,5 milioni di dollari. Il film è stato girato nel Monroeville Mall di Monroeville in Pennsylvania, e fu possibile fare le riprese solamente quando il centro commerciale chiudeva, approssimativamente fra le 9:00 di sera e le 7:00 del mattino.
Il ruolo del regista italiano Dario Argento come consulente per la sceneggiatura e co-produttore della pellicola è stato molto incisivo. Oltre ad aver materialmente ospitato Romero in Italia a Roma, dove sono state scritte molte pagine della sceneggiatura, ha contribuito alla colonna sonora con il gruppo Goblin, ha curato il montaggio e la distribuzione della versione europea del film.
Nella sceneggiatura originale Romero aveva pensato a un finale diverso e molto più tragico, in cui i due sopravvissuti si uccidevano piuttosto che continuare a fuggire: uno si sparava alla testa mentre l'altra si affacciava dall'abitacolo dell'elicottero alzando la testa fino a tranciarsela tra le pale del velivolo. La scena doveva poi essere completata dall'inquadratura delle pale dell'elicottero che andavano fermandosi a causa della fine della benzina. Sebbene questa scena non appaia in nessuna edizione speciale in DVD, in un'intervista l'attore Ken Foree afferma di ricordare di averla girata. In realtà vennero solo provate alcune riprese e realizzate delle foto di scena: in esse è possibile vedere anche il pupazzo che riproduce le fattezze del personaggio di Jane e che doveva servire per la scena della testa mozzata.
Le versioni italiane posteriori al 1990 sono sottoposte a censura in alcune scene che in precedenza venivano mostrate anche nei passaggi televisivi (frequenti negli anni '80), in particolare la scena in cui un uomo strappa a morsi la spalla della moglie. Sono state accorciate anche la scena delle pale dell'elicottero che tagliano lo scalpo allo zombi (scena non inserita nella versione cinematografica italiana) e quella dei due zombi bambini che vengono uccisi a fucilate dopo aver aggredito Peter. In particolare, il taglio di queste ultime due ha determinato uno stravolgimento che rende poco comprensibili anche le scene circostanti, quando Roger entra in una stazione di servizio abbandonata alla ricerca di benzina per l'elicottero.

### Personaggi e Cast
- Ken Foree è Peter Washington: membro di una squadra SWAT impegnata nell'assalto in un condominio. Durante l'attacco Peter stringe amicizia con Roger DiMarco, grazie al quale conoscerà Stephen e la sua ragazza Jane. Formatosi il gruppo, dopo l'arrivo al centro commerciale, Peter si dimostra il più astuto e organizzato. Nella sceneggiatura originale Peter si sarebbe dovuto suicidare, sparandosi alla tempia invece di contemplare semplicemente il suicidio come accade nel film.
- Scott H. Reiniger è Roger DiMarco: altro membro di un'altra squadra SWAT impegnata nell'assalto. Stretta amicizia con Peter, lo convincerà a fuggire con l'amico Stephen. Arrivati al centro commerciale però, Roger viene infettato durante il trasferimento di camion per il blocco delle entrate principali. Nonostante le cure prestate dai compagni, Roger diviene un non-morto, venendo ucciso dallo stesso Peter. Verrà in seguito seppellito nel centro commerciale.
- David Emge è Stephen Andrews: un controllore del traffico intento a fuggire dallo studio WGON con la compagna Jane. Arrivato al centro commerciale con il gruppo si dimostra molto coraggioso e colmo di tenacia ma allo stesso tempo testardo e imprudente, cosa che lo porterà, durante l'attacco dei motociclisti, a essere attaccato dagli zombie. Divenuto un non-morto, guiderà l'orda verso il rifugio, venendo però ucciso da Peter.
- Gaylen Ross è Jane Parker: compagna di Stephen, incinta di quattro mesi, lavora in uno studio televisivo. Arrivata col gruppo al centro commerciale si dimostrerà assente dalle operazioni svolte dagli altri membri del gruppo. Ciononostante Stephen le insegna a operare l'elicottero in caso di emergenza. Alla fine infatti riuscirà a lasciare il centro commerciale con Peter. Nella sceneggiatura originale Jane si sarebbe dovuta suicidare, tritandosi la testa con le pale dell'elicottero una volta udito lo sparo di Peter.
- Tom Savini, il direttore degli effetti speciali del film, appare in diversi ruoli marginali, tra cui quello di leader della banda di motociclisti che viene chiamato "Blades" per la sua abitudine di maneggiare un machete e uno zombi che viene investito da un camion guidato dal personaggio di Roger. Savini riprenderà in seguito il ruolo di "Blades", questa volta come morto vivente, in un breve cameo in La terra dei morti viventi.[6]

## Camei
- Il regista John Landis sostiene di comparire nel film in un breve cameo nel ruolo del dottor Millard Rausch, uno scienziato. Lo ha dichiarato lui stesso durante una sua recensione del trailer del film apparsa sul canale YouTube fondato dall'amico Joe Dante Trailers from Hell, che si occupa appunto di far analizzare a molti celebri registi e sceneggiatori, tra cui gli stessi Landis e Dante, alcuni trailer di film cult.[7]. In realtà la dichiarazione è una boutade di Landis: il dottor Rausch è infatti interpretato dall'attore Richard France[8], che nel film ha una vaga somiglianza col regista di Chicago.
- Il regista Romero si è inserito in due scene: è il direttore dello studio televisivo e il motociclista vestito da Babbo Natale che appare brevemente durante l'assalto.
- Christine Forrest Romero (la moglie di Romero) fa una piccola apparizione nel film all'inizio, come l'assistente del direttore nello studio televisivo.[9]

## Colonna sonora
Nei titoli di testa appare un riferimento a Dario Argento in qualità di curatore della musica insieme ai Goblin. A lui si deve la scelta del gruppo per la realizzazione della colonna sonora originale dato il loro sodalizio per i successi di Profondo Rosso e Suspiria. Lo stesso Romero per la successiva distribuzione statunitense del 1979 ha inserito alcuni pezzi dei Goblin in scene precedentemente realizzate con suoni più minimalisti.

## Promozione
"...quando non ci sarà più posto all'inferno i morti cammineranno sulla Terra..." è lo slogan utilizzato per pubblicizzare il film.

## Distribuzione
Il film è stato presentato in anteprima mondiale a Torino il 1º settembre 1978 per volontà di Dario Argento che ha anche presieduto la proiezione.

### Data di uscita
Alcune date di uscita internazionali nel corso degli anni sono state:
- 2 settembre 1978 in Italia[14]
- 20 aprile 1979 negli USA (Dawn of the Dead)[15]

### Divieti
In Italia la pellicola è stata vietata ai minori di 18 anni.

## Accoglienza

### Incassi
Il film ha avuto un costo di produzione pari a 1,5 milioni di dollari e ha incassato a livello mondiale 55 milioni di dollari.
Si è classificato al 24º posto tra i primi 100 film di maggior incasso della stagione cinematografica italiana 1978-1979.

### Controversie
A causa della scena iniziale dove un commando SWAT fa irruzione in un edificio abitato da persone di origine latina e africana il regista Romero è stato accusato di razzismo.

## Riconoscimenti
- Golden Screen (1980)
- Saturn Award - Miglior release in DVD di un film classico (2005)

## Altri media
Nel 2006 la Capcom ha realizzato Dead Rising, un videogame per console Xbox 360, annunciato anche in versione Wii, che cita direttamente e omaggia la celebre pellicola di George A. Romero.
Nel 2018 in occasione del quarantennale del film, la Rustblade ha dato alle stampe un albo a fumetti dal titolo: Dawn of the dead - Hotel La Muerte. Realizzato dallo sceneggiatore Andrea Gallo Lassere e disegnato da Simona Simone. L'albo è stato distribuito e tradotto per il mercato estero assieme alla colonna sonora dei Goblin di Claudio Simonetti e in italiano in esclusiva per le sole fumetterie.

## Remake
Nel 2004 è stato realizzato un rifacimento intitolato L'alba dei morti viventi, diretto da Zack Snyder.

## Influenza culturale
- Nel racconto del 2005 Bobby Conroy ritorna dal mondo dei morti, pubblicato nella raccolta Ghosts, lo scrittore Joe Hill, figlio del celebre Stephen King, descrive una storia d'amore immaginaria tra alcune delle controfigure truccate da morti viventi da Tom Savini, che si sviluppa proprio sul set, tra un ciak e l'altro; nel racconto, che descrive alcuni momenti della lavorazione del film, figurano lo stesso Savini e il regista Romero.
- La serie a fumetti di Dylan Dog contiene vari riferimenti alla pellicola, uno dei più espliciti è il titolo del primo albo, L'alba dei morti viventi (simile al titolo originale del film) e in esso Dylan va anche a guardarsi Zombi in un cinema; nell'albo n. 43 Storia di Nessuno, Carol, moglie infedele di Nessuno, ha le fattezze del personaggio di Gaylen Ross dal film.

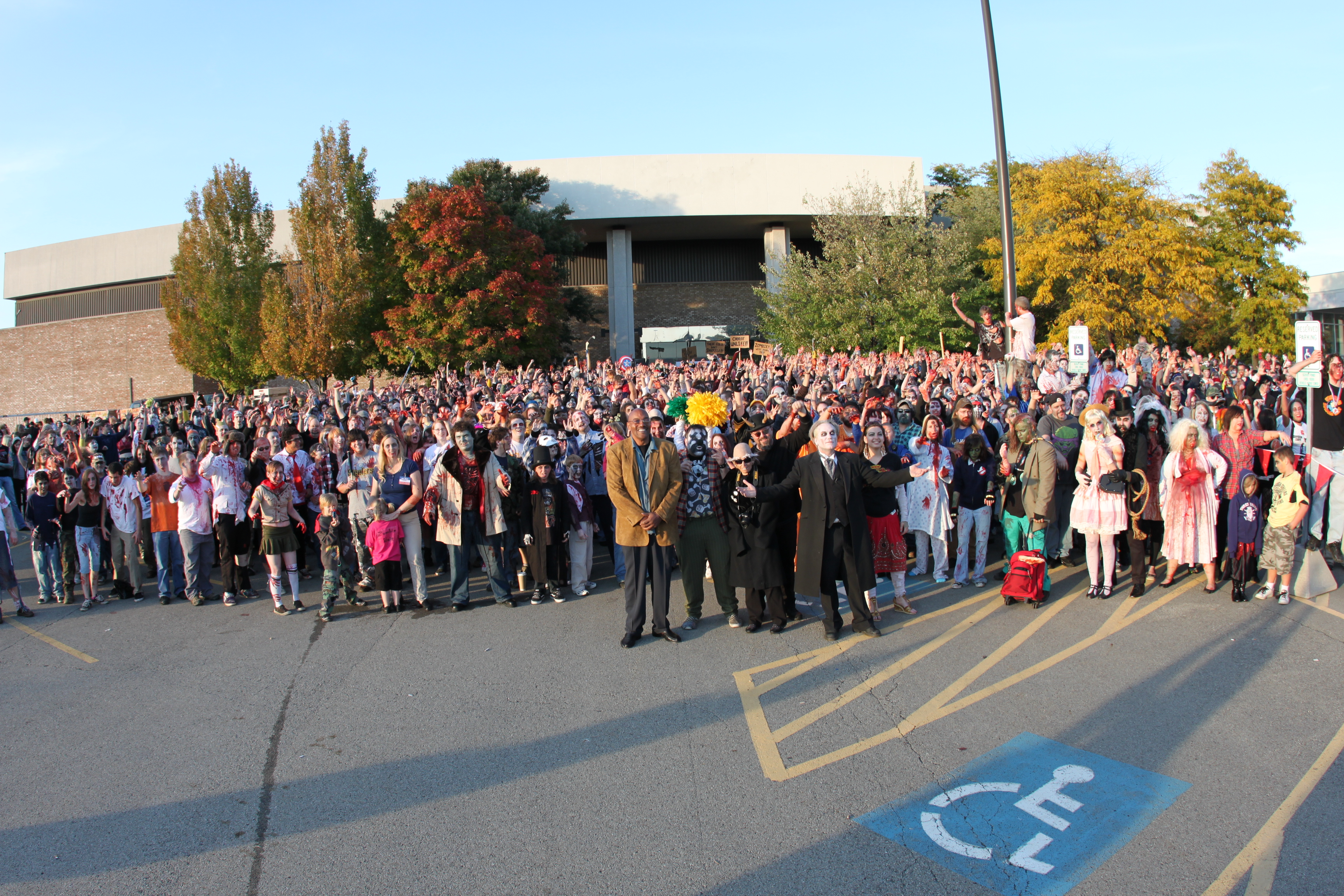
Festival al centro commerciale dedicato al film del 2009

- The Walking Dead ha reso omaggio a Zombi in diverse occasioni: nella quinta puntata della terza stagione appare uno zombie che ha le sembianze di Stephen zombificato: pantaloni marroni, cintura nera, maglia bianca con spalle e collo insanguinati e la testa inclinata a destra, mentre nella quindicesima puntata appare uno zombie sfigurato sulla parte destra del volto e vestito con una maglia rossa scozzese identico a quello che attacca Peter alla stazione abbandonata. Nella puntata finale della quinta stagione Aaron elimina un morto vivente colpendolo in testa con un machete esattamente come fa il personaggio interpretato da Tom Savini, con le stesse inquadrature e montaggio della scena originale.
- Nel primo numero del manga di Osamu Tezuka Don Dracula il protagonista titolare viene terrorizzato dalle locandine del film mentre passa vicino a un cinema durante la caccia notturna con sua figlia.
- Il regista Edgar Wright ha omaggiato Zombi nel titolo originale della sua commedia horror L'alba dei morti dementi (Shaun of the Dead, con "Shaun" simile a "Dawn") e utilizzando le musiche di Goblin in alcune scene.
- Il Monroeville Mall è stato protagonista di numerosi festival dedicati al film.